# Harold Gomes
Harold Gomes est un boxeur américain né le 22 août 1933 à Providence, Rhode Island.

## Carrière
Passé professionnel en 1951, il devient champion du monde des poids super-plumes après sa victoire aux points contre Paul Jorgensen le 20 juillet 1959. Gomes perd son titre dès le combat suivant face à Flash Elorde le 16 mars 1960 à l'Araneta Coliseum de Quezon City. Battu lors du combat revanche, il met un terme à sa carrière en 1963 sur un bilan de 51 victoires et 10 défaites.